# IFLA
International Federation of Library Associations and Institutions (Međunarodni savez knjižničarskih društava i ustanova) je vodeći svjetski savez knjižničarskih udruženja. Neovisna je i neprofitna organizacija posvećena međunarodnoj suradnji i razvoju knjižničarstva. Osnovana je 1927. godine na međunarodnoj konferenciji u Škotskoj. Danas broji oko 1600 članova iz 150 zemalja diljem svijeta. Sjedište saveza je u Nizozemskoj nacionalnoj knjižnici u Haagu.
Jednom godišnje, svaki put u drugoj državi, održava skupštine na kojima se sastaju knjižničari iz raznih zemalja, te raspravljaju i razmijenjuju svoja iskustva.
Hrvatsko knjižničarsko društvo član je od 1950. godine. Jedna od godišnjih skupština održana je u Zagrebu 1954. godine.

## Ciljevi
- promicanje visokih standarda informacijskih usluga
- poticanje razumijevanja vrijednosti knjižnica i informacijskih usluga diljem svijeta
- zastupanje interesa svojih članica

## Vanjske poveznice
- IFLA